# Acrogonyleptes unus
Acrogonyleptes unus is een hooiwagen uit de familie Gonyleptidae. De wetenschappelijke naam van Acrogonyleptes unus gaat  terug op Mello-Leitão.